# Isola di Brady
L'isola di Brady (in russo: Остров Брейди, ostrov Brejdi) è un'isola russa nell'Oceano Artico che fa parte dell'arcipelago della Terra di Francesco Giuseppe.

## Geografia
L'isola di Brady si trova nella parte centrale della Terra di Francesco Giuseppe. Ha una forma rettangolare irregolare con una lunghezza massima di 14,5 km e una larghezza di 7 km; l'altezza massima è di 381 m s.l.m.
Il territorio è in parte coperto dai ghiacci; fanno eccezione tre cime montuose rispettivamente di 262, 351 e 381 m.s.l.m., di una piccola baia nella parte occidentale e della parte meridionale in cui sono presenti alcuni laghi.
L'isola si trova a 8 km dalla costa occidentale dell'Isola di McClintock, separata da questa dallo stretto di Aberdare (пролив Абердэр, proliv Aberdėr), che la divide anche dall'isola di Matilda e dall'isola di Alger a nord-est; alla stessa distanza ma sul versante opposto si trova l'isola di Leigh-Smith, oltre lo stretto di Sidorov (пролив Сидоров, proliv Sidorov). Sempre questo stretto la divide a nord-ovest dall'Isola di Bliss e a nord dall'isola di Brice.
L'isola è stata così chiamata dal nome del chimico, farmacista e geologo inglese George Brady (1835-1891).

## Isole adiacenti
- Isola di McClintock (Остров Мак-Клинтока, ostrov Mak-Klintoka), a est.
- Isola di Matilda (Остров Матильды, ostrov Matil'dy), a nord-est.
- Isola di Brice (Остров Брайса, ostrov Brajsa), a nord.
- Isola di Bliss (Остров Блисса, ostrov Blissa), a nord-ovest.
- Isola di Leigh-Smith (Остров Ли-Смита, ostrov Li-Smita), a ovest.